# Drapeau de l'Ukraine

Drapeau de l'Ukraine (1991-1992).

Drapeau de l'Ukraine (vertical).

Le drapeau de l'Ukraine est l'emblème de l'État ukrainien. Il est défini par l'article 20 - alinéa 1 de la Constitution de l'Ukraine comme deux lignes horizontales d'égale hauteur, de couleur bleue et jaune. Les deux couleurs sont utilisées depuis longtemps comme bannière par le peuple ukrainien. Adoptées en 1918, lors de la première indépendance par la République populaire ukrainienne, elles composent de nouveau le drapeau officiel de la nation après l'indépendance qui est la conséquence de la dislocation de l'Union soviétique à la fin de l'année 1991.

## Origine
L’emploi des couleurs bleu et jaune par des forces armées de la voïvodie ruthène est attesté à partir de 1410 lors de la bataille de Grunwald. On retrouve les couleurs dans les armoiries de la principauté de Galicie-Volhynie. Un drapeau bleu et jaune est hissé sur la mairie de Lemberg lors du Printemps des peuples de 1848 par le conseil général ruthène ; les couleurs sont ensuite reprises dans l’armée austro-hongroise par les nouveaux régiments ukrainiens, notamment ceux amenés à combattre pendant la Première Guerre mondiale. Le drapeau bleu et jaune (ou jaune et bleu) est employé pour la première fois lors de la courte indépendance du pays après la révolution russe de 1917.

Bannière ruthène à Grunwald en 1410.
Drapeau de l’Hetmanat cosaque.

## Signification
Les couleurs sont souvent associées au paysage ukrainien : les bandes horizontales bleue et jaune symbolisent le ciel bleu au-dessus des champs de blé mûrissant, avant la moisson, dans les steppes.

Exemple de paysage ukrainien, disposé de la même manière que le drapeau.

## Spécifications
Les couleurs du drapeau ukrainien sont régies par les lois de l'État ukrainien. Celles-ci statuent que ses couleurs sont le « bleu et jaune » et les spécifications techniques sont celles du DSTU 4512:2006. Le Cabinet des ministres de l'Ukraine a rendu cette norme obligatoire pour les drapeaux des funérailles militaires en 2021.
| Couleur | Bleu                  | Jaune                       |
| ------- | --------------------- | --------------------------- |
| Pantone | Pantone Coated 2935 C | Pantone Coated Yellow 012 C |
| RAL     | 5019 Azure            | 1023 Gold (doré)            |
| RVB     | 0, 87, 183            | 255, 215, 0                 |
| HEX     | #0057B8               | #FFD700                     |
| CMJN    | 100, 63, 0, 2         | 0, 2, 100, 0                |
| Websafe | #0066cc               | #ffcc00                     |

Le ton de bleu du drapeau a donné lieu à diverses controverses. En 2013, l'universitaire Dmytro Malakov a démontré que le  bleu ciel était la couleur correcte, et que, selon la règle de contrariété des couleurs en héraldique, le bleu foncé ne devrait pas être utilisé. Toutefois, la direction de la Société ukrainienne d'héraldique a précisé que cette problématique ne s'applique pas aux drapeaux.

## Protocole et usages

### Statut légal
L'article 20 - alinéa 1 de la Constitution ukrainienne statue que « Le drapeau de l'État d'Ukraine est une bannière de deux bandes horizontales de même taille de couleurs bleu et jaune » (ukrainien : "Державний Прапор України — стяг із двох рівновеликих горизонтальних смуг синього і жовтого кольорів."),.

### Drapeau vertical

Version verticale du drapeau ukrainien

En plus du drapeau en format normal horizontal, de nombreux bâtiments publics, tels que le Verkhovna Rada, utilisent des drapeaux verticaux. La plupart des mairies arborent le drapeau de leur commune en même temps que le drapeau national de cette manière. Quelques drapeaux de communes existent aussi en forme verticale. Les proportions de ce drapeau vertical ne semblent pas spécifiées par la loi. Lorsque ce drapeau vertical est étendu, la bande bleue doit être sur la gauche. Quand il est arboré sur un mât, la couleur bleue doit être positionnée face au mât.

### Timbres postaux

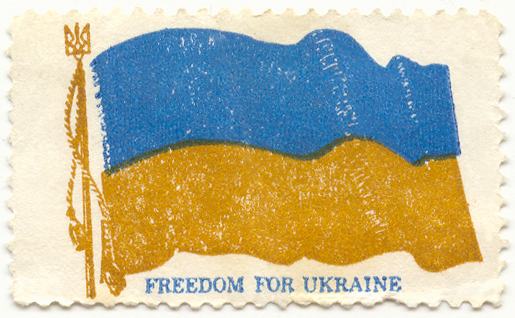
La vignette « Freedom for Ukraine » (Liberté pour l'Ukraine) avec le drapeau ukrainien, des franges d'or et les armoiries dorées au sommet de la hampe.

Le drapeau ukrainien n'est apparu sur les timbres postaux qu'à partir de 1992. À partir de ce moment, le drapeau se retrouve fréquemment présent sur les timbres et souvent avec la présence aussi du blason ukrainien. Les vignettes en forme de timbres de l'Organisation des nationalistes ukrainiens ont été imprimés à l'extérieur de l'Ukraine durant la période soviétique et ont été utilisées pour des desseins patriotiques.

## Historique
Le drapeau de l'Ukraine, emblème de l'État ukrainien, est défini par l'article 20 - alinéa 1 de la Constitution de l'Ukraine comme deux lignes horizontales d'égale hauteur, de couleur bleue et jaune. Les deux couleurs bleu et jaune sont depuis longtemps emblématiques de l'Ukraine et officiellement adoptées en 1918, lors de la première indépendance par la République populaire ukrainienne. Lorsque l'Ukraine accède à nouveau à l'indépendance en 1991, le drapeau de la nouvelle république prend naturellement ces couleurs.

### Indépendance de 1917-1921
Les drapeaux bleu-jaune et jaune-bleu ont été largement utilisés lors de la lutte pour l'indépendance de l'Ukraine en 1917. Pour la première fois dans l'histoire de l'Empire russe, le drapeau bleu-jaune est hissé le 25 mars 1917 à Petrograd lors d'une manifestation de 20 000 personnes.

### République socialiste soviétique d'Ukraine
Les drapeaux de la République socialiste soviétique d'Ukraine:

Drapeau de la république socialiste soviétique d'Ukraine
1919-1929.
1929-1937.
1937-1949.
1949-1992.

## Drapeau nationaliste

Drapeau de l’Organisation des nationalistes ukrainiens.

## Drapeaux similaires
Certains drapeaux, parmi ceux présentés ci-dessous, ressemblent au drapeau ukrainien.

Basse-Autriche.
Chemnitz.
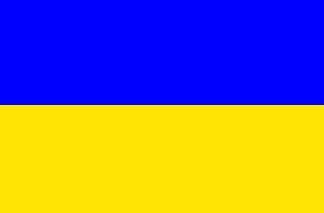
Biberach an der Riß.
Duché de Brunswick.
Stara Kamienica.
Herrera.
État de Dholpur.
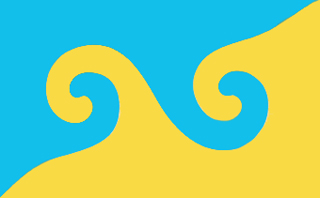
Drapeau du Karmapa.